# Andrea Bang
Andrea Bang (Burnaby, Columbia Británica, 2 de mayo de 1989) es una actriz canadiense de ascendencia coreana. Es conocida por interpretar a Janet Kim en la comedia de CBC Kim's Convenience, por la que fue nominada tres veces a los Canadian Screen Awards. Ha aparecido en A Million Little Things, Fresh y Running with Violet.

## Vida
Bang nació en Burnaby, Columbia Británica de padres inmigrantes coreanos. Su hermana, Diana Bang, también es actriz y escritora. Bang asistió a la escuela secundaria Burnaby North y formó parte del coro en una producción escolar de Bye Bye Birdie.
Bang se graduó en 2012 con una licenciatura en psicología de la Universidad de Columbia Británica y al mismo tiempo tomó lecciones de actuación.
Los padres de Bang, que habían inmigrado de Corea, inicialmente encontraron "angustioso" que Andrea y su hermana, Diana, hubieran elegido seguir la carrera de actuación, pero desde entonces la apoyaron plenamente.

## Carrera
En 2015, Bang ganó el premio a la mejor actriz (Premio de Verano) en el Asians on Film Festival por su debut cinematográfico como Francesca en el cortometraje Playdate. En 2016, Bang consiguió el papel principal de Janet Kim en la comedia de CBC Kim's Convenience junto a Paul Sun-Hyung Lee, Jean Yoon y Andrew Phung.
En 2020, Bang recibió una nominación en los Canadian Screen Awards a la mejor interpretación de reparto en un programa o serie web por su papel de Samantha en Running with Violet.

## Filmografía

### Como actriz
| Año       | Título                       | Papel             | Notas                  |
| --------- | ---------------------------- | ----------------- | ---------------------- |
| 2015      | Playdate                     | Fran (Francesca)  | Cortometraje           |
| 2016–2021 | Kim's Convenience            | Janet Kim         | Protagonista           |
| 2016      | Networking with James        | Erica             | Cortometraje           |
| 2016      | Sunnyhearts Community Centre | Lucille           | Serie web              |
| 2016      | Bon Bon Fire                 | Sinclaire Suzuki  | Cortometraje           |
| 2016      | Convos with my 2-Year-Old    | Guía de chica #2  | Serie web              |
| 2017      | Android Employed             | May               | Serie web              |
| 2017      | The Prodigal Dad             | Teresa            |                        |
| 2017      | Adventures in Public School  | Autumn            |                        |
| 2017      | Lucy Dies                    | Lucy              | Cortometraje           |
| 2018      | Even the Devil Swiped Right  | Jen               | Cortometraje           |
| 2018      | Camp Death III in 2D!        | Angela Park       |                        |
| 2018      | The Date                     | Chica en cita     | Cortometraje           |
| 2018      | Karaoke Mamas                |                   | Cortometraje, director |
| 2019      | Luce                         | Stephanie Kim     |                        |
| 2019      | Hudson & Rex                 | Gwen "Sixie" Chiu | Rex Machine, T2, Ep11  |
| 2019      | Running with Violet          | Samantha          | Serie web              |
| 2021–2023 | A Million Little Things      | Claudia           | 13 episodios           |
| 2021      | A Small Fortune              | Susan Crowe       |                        |
| 2022      | Fresh                        | Penny             |                        |
| 2022      | Stay the Night               | Grace             |                        |
| 2023      | Dear David                   | Evelyn            |                        |
| 2023      | Float                        | Waverly           |                        |

#### Como guionista
| Año  | Título                | Notas        |
| ---- | --------------------- | ------------ |
| 2011 | Schnitzel or Spaetzle | Cortometraje |
| 2015 | Playdate              | Cortometraje |
| 2017 | Lucy Dies             | Cortometraje |
| 2018 | Karaoke Mamas         | Cortometraje |
| 2019 | Idols Never Die       | Cortometraje |
| 2019 | In Loving Memory      | Cortometraje |